# 長吻若鰺
長吻若鰺，又稱冬瓜鰺，俗名為清水魽仔，為輻鰭魚綱鱸形目鱸亞目鰺科的其中一個種。

## 分類及命名
長吻若若鰺首先由法國分類學家Georges Cuvier在1833年根據從塞席爾群島水域收集的標本進行科學描述，他將新品種命名為Caranx chrysophrys，該物種之後又被變更屬名2次，一次由William Ogilby放置在Citula屬，第二次由Ian Munro放入Carangoides屬，其他同義詞包括Caranx nigrescens，Caranx jayakari和Caranx typus。這些都被認為是ICZN規則下的初級同義詞，不再使用。

## 分布
本魚分布於印度西太平洋區，紅海、馬爾地夫、斯里蘭卡、孟加拉灣、安達曼海、印度、日本、中國沿岸、台灣、越南、菲律賓、印尼、泰國、馬來西亞、聖誕島、澳洲、馬里亞納群島、諾魯、密克羅尼西亞、所羅門群島、馬紹爾群島、新喀里多尼亞等海域。

## 深度

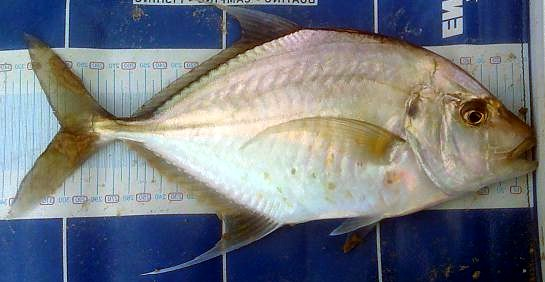

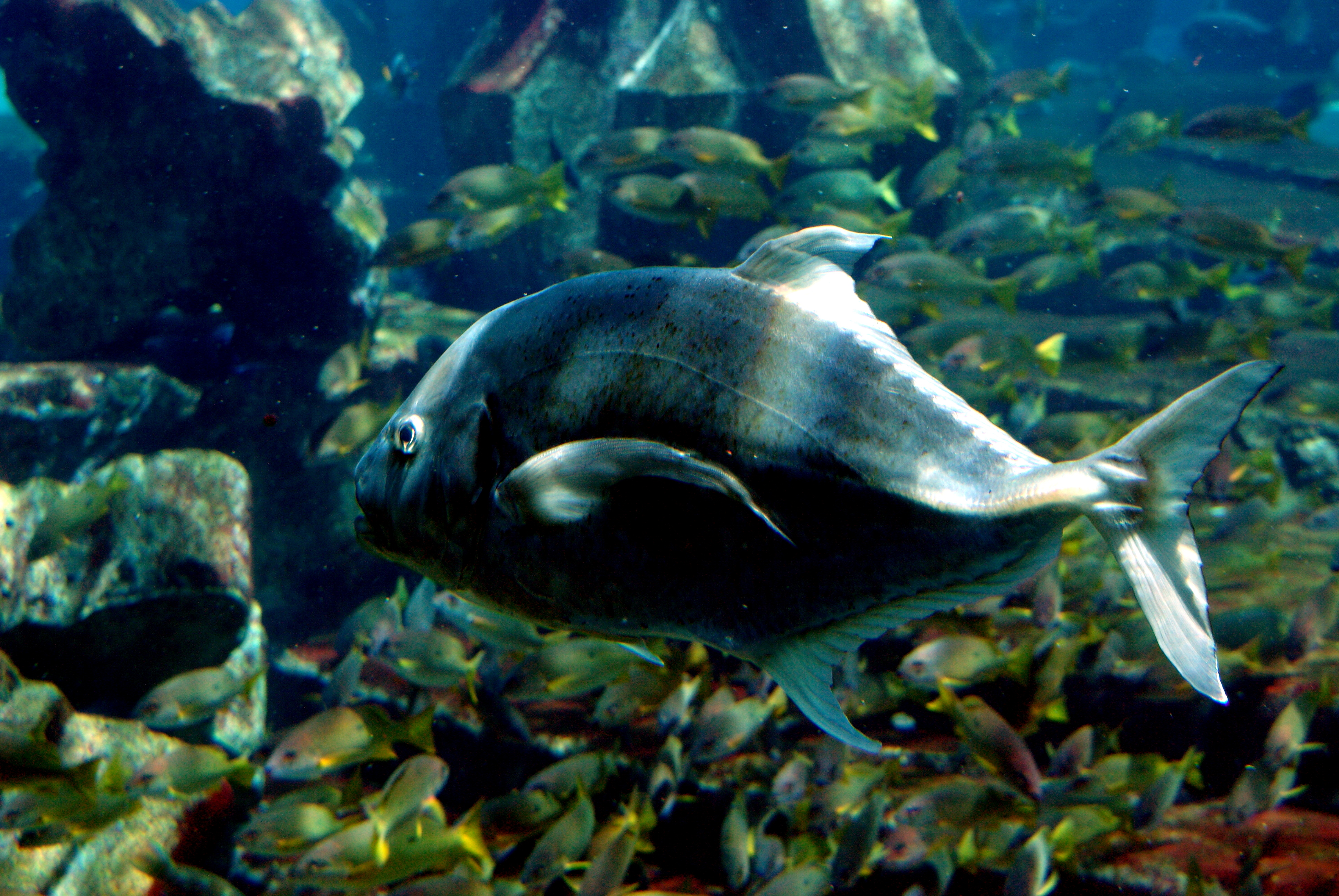

水深0至60公尺。

## 特徵
本魚體甚寬闊，體長約為體高的2.5倍，眼徑大於眼眶到額頭的距離，眼徑大於吻長。體色通常是銀色的，身體和頭部呈綠藍色，上面呈銀黃色，下面是黃綠色的反射。鰓蓋上緣有一個小的黑色斑點。背鰭和臀鰭的顏色範圍從白色到淺黃色到暗色，尾鰭和胸鰭呈淡黃色至暗黃色。第一背鰭有硬棘8枚，後3枚埋入皮下，只些許露出，第二背鰭前面3棘長度約略等於臀鰭前5棘。第二背鰭有硬棘1枚、軟條19至20枚；臀鰭有硬棘2枚、軟條16至17枚；稜鱗數目約在25至32枚之間。體長可達56公分。

## 生態
本魚生活在沿岸地區，屬於溫帶性魚類，屬肉食性，以魚類、軟體動物、甲殼類等為食。

## 經濟利用
非經濟性魚類，通常係由拖網捕獲，肉硬粗糙，缺乏脂肪、烹調時適宜加臘肉片清蒸。